# Lammassaari (ö i Egentliga Tavastland, Tavastehus, lat 61,02, long 24,82)
Lammassaari är en ö i Finland. Den ligger i sjön Jylisjärvi och i kommunen Tavastehus i den ekonomiska regionen  Tavastehus ekonomiska region  och landskapet Egentliga Tavastland, i den södra delen av landet, 90 km norr om huvudstaden Helsingfors. Öns area är 4,5 hektar och dess största längd är 350 meter i sydöst-nordvästlig riktning.